# Østerå
Østerå – eller Kjærs Mølleå – er et ca. 15 km langt vandløb, som følger den nordligste del af tunneldalen mellem Viborg og Aalborg. Åen udspringer nordøst for Støvring og munder ud i Limfjorden. Den har tilløb fra Guldbæk nord for Svenstrup.

## Østerå i Aalborgs historie
Blandt åerne omkring Aalborg var Østerå den bredeste og dybeste, så den kunne fungere som havn. Aalborg opstod i Vikingetiden som en landsby ved åens udløb, der samtidig var et godt overfartssted ved et af Limfjordens smalleste steder.
I 1600-tallet var Østerå en vigtig del af Aalborgs infrastruktur. Åen forsynede i renæssancen byen med vand til husholdning og energi til en stigende mølledrift. Desuden fungerede åen som vaskested og kloakafløb. Den var også et naturligt element i fæstningsværket omkring Aalborghus.
Købmændene byggede deres gårde omkring Østerå. Gårdenes størrelse og opbygning vidner om den omfattende handel, som har fundet sted. To af de oprindelige købmandsgårde er bevaret: Jens Bangs stenhus og hans halvbror Jørgen Olufsens købmandsgård. Også torvehandelen med kød, grønt, brød m.m. fandt sted i området omkring Østerå.
I 1872 blev det besluttet at overdække Østerå, hvilket skete for den sydlige del i perioden 1872-74, mens den nordlige del måtte vente til 1897.[kilde mangler]
I 2009 afgav Teknik og Miljøudvalget indstilling til byrådet om at godkende en arbejdsproces frem mod en genåbning af åen.